# Giovanni Parisi
Giovanni Parisi (Vibo Valentia, 2 dicembre 1967 – Voghera, 25 marzo 2009) è stato un pugile italiano.
Noto nell'ambiente con il soprannome di Flash, gareggiò nei pesi leggeri, superleggeri e, alla fine della carriera, welter.
Vinse premi prestigiosi: ottenne l'oro olimpico ai Giochi di Seul 1988 ed il titolo di campione mondiale della World Boxing Organization (WBO) dei pesi leggeri 1992-93 e dei pesi superleggeri dal 1996 al 1998.

## Biografia
Nato a Vibo Valentia, i suoi genitori si trasferirono nel 1971 a Voghera che divenne la sua città d'adozione.

### Carriera dilettantistica
Rappresentò l'Italia ai Giochi olimpici estivi di Seul 1988 dove vinse la medaglia d'oro nella categoria dei pesi piuma. Batté il cinese di Taiwan Lu Chih-Hsiung con verdetto unanime ai punti, il sovietico Mekhak Ghazaryan per ferita al secondo round, l'israeliano Ya'acov Shmuel ancora con verdetto unanime ai punti, il marocchino Abdelhak Achik per knock-out tecnico al primo round e, in finale, il rumeno Daniel Dumitrescu con un micidiale KO al primo round.

### Carriera da professionista
Esordì tra i professionisti il 15 febbraio 1989, nella sua Vibo Valentia, battendo per KO al terzo round lo statunitense Kenny Brown, al limite dei pesi leggeri. 
Il 25 settembre 1992, a Voghera, Parisi diventò per la prima volta campione mondiale WBO dei leggeri battendo Javier Altamirano. Difese il titolo due volte, battendo tra l'altro ai punti il temibile britannico Michael Ayers, Campione Internazionale WBC e con alle spalle una serie di 12 vittorie prima del limite negli ultimi 13 match. Rinunciò poi alla cintura mondiale per passare ai superleggeri e tentare l'avventura americana. 
L'8 aprile 1995 Parisi sfidò a Las Vegas il fuoriclasse messicano Julio César Chávez, uno dei più forti pugili di tutti i tempi, per la corona mondiale WBC. Nonostante i pronostici che lo vedevano sconfitto prima del limite, l'italiano costrinse il più esperto avversario sino al suono della campana finale per perdere soltanto ai punti.
Tornato in Europa, Parisi riconquistò nel 1996 la corona mondiale WBO, stavolta nei superleggeri, battendo al Palalido di Milano il portoricano Ramon Fuentes. Nel 1997 combatté contro Nigel Wenton a Vibo Valentia. Mantenne il titolo per due anni passando attraverso cinque difese, fino alla sconfitta con Carlos Gonzales a Pesaro nel 1998.
Due anni più tardi, nel 2000, tentò la conquista della corona mondiale nei welter ma perse contro il portoricano Daniel Santos. A causa di un infortunio alla mano rimase per circa due anni lontano dal quadrato, tornando a combattere nel 2003 contro Louis Mimoune. Lasciò la boxe nell'agosto 2006.
Nel 2018 è inserito nella Hall of Fame del pugilato italiano.

### La tragica fine
Morì il 25 marzo 2009 all'età di 41 anni in un incidente stradale avvenuto sulla tangenziale di Voghera: la sua auto, una BMW M6, si scontrò frontalmente con un furgone.

## Riconoscimenti
Successivamente alla scomparsa, gli venne intitolato lo stadio di Voghera. Il 7 maggio del 2016 venne posato avanti allo spazio comunale della Voghera Boxe un monumento in sua memoria progettato e realizzato dallo scultore pavese Antonio De Paoli.

## Palmarès

### Giochi olimpici estivi
- 1988 - XXIV Giochi olimpici - Seul (KOR) - Medaglia d'oro